# Lizard (seriefigur)
Lizard är en fiktiv seriefigur i Spindelmannen där han är forskaren Curtis "Curt" Connors alter ego.

## Bakgrund
Under ett krig förlorade Curt sin högra arm. Han forskade då på hur reptiler kunde återskapa sina förlorade lemmar och försökte återskapa sin arm med samma princip. Försöket blev misslyckat. Curt fick visserligen tillbaka sin arm, men som en bieffekt förvandlades han till en ödla - Lizard.

## Handling
Spindelmannen lyckades skapa ett serum som skulle förvandla tillbaka Lizard till Curt. Men när han skulle ge Curt motgiftet anföll denne Spindelmannen och slängde in honom i en tegelvägg som rasade samman över Spindelmannen. När Spindelmannen var medvetslös flydde Curt ner till kloakerna och samlade ihop ett antal reptildjur.
Spindelmannen som slagits medvetslös av tegelmuren lyckades ta sig ur högen av tegelblock som låg över honom och såg att Curt flytt ner i kloakerna, när han återhämtat sig gav han sig ner efter sin vän med serumet. Nere i de trånga kloaktunnlarna fick Spindelmannen slå sig fram till den plats han misstänkte Lizard kunde vara på och när han väl fann sin vän anföll denne honom.
Lizard var rasande över att ha blivit störd av Spindelmannen och kastade sig över honom, vilket visade sig vara lätt då de trånga kloakerna inte gav Spindelmannen mycket manöverutrymme. De båda slogs och Lizard märkte att han var överlägsen Spindelmannen nere i kloakerna, fajten pågick fram till det att Lizard gav Spindelmannen ett hårt slag med svansen så att denna flög in i en kloakvägg och verkade medvetslös. Lizard gick fram till sin fallne fiende och lyfte upp honom för att slänga honom till reptilerna som mat, men Spindelmannen var inte medvetslös utan injicerade Lizard med serumet vilket ledde till att denna blev Curt igen.
Curt har trots detta försökt återgå till sitt normala liv men när han blir stressad så blir han Lizard igen. Lizard vill utrota alla människor så han och alla andra reptiler får jorden för sig själva. Lizard stannar jämt upp i fighten när han möter familjen Connors och det försöker Spindelmannen utnyttja i alla sina strider. Curts familj lever ändå i evig skräck.

## Specialförmågor
- Tillkalla reptiler.
- Extraordinär klätterförmåga, styrka och snabbhet.
- Mycket motståndskraftigt skinn.
- Vapen i form av klor och tänder samt en vig och kraftfull svans.